# Ivan L. Rudnytski
 (octobre 2023).
 (octobre 2023).
La mise en forme du texte ne suit pas les recommandations de Wikipédia : il faut le « wikifier ».
Les points d'amélioration suivants sont les cas les plus fréquents. Le détail des points à revoir est peut-être précisé sur la page de discussion.
- Les titres sont pré-formatés par le logiciel. Ils ne sont ni en capitales, ni en gras.
- Le texte ne doit pas être écrit en capitales (les noms de famille non plus), ni en gras, ni en italique, ni en « petit »…
- Le gras n'est utilisé que pour surligner le titre de l'article dans l'introduction, une seule fois.
- L'italique est rarement utilisé : mots en langue étrangère, titres d'œuvres, noms de bateaux, etc.
- Les citations ne sont pas en italique mais en corps de texte normal. Elles sont entourées par des guillemets français : « et ».
- Les listes à puces sont à éviter, des paragraphes rédigés étant largement préférés. Les tableaux sont à réserver à la présentation de données structurées (résultats, etc.).
- Les appels de note de bas de page (petits chiffres en exposant, introduits par l'outil «  Source ») sont à placer entre la fin de phrase et le point final[comme ça].
- Les liens internes (vers d'autres articles de Wikipédia) sont à choisir avec parcimonie. Créez des liens vers des articles approfondissant le sujet. Les termes génériques sans rapport avec le sujet sont à éviter, ainsi que les répétitions de liens vers un même terme.
- Les liens externes sont à placer uniquement dans une section « Liens externes », à la fin de l'article. Ces liens sont à choisir avec parcimonie suivant les règles définies. Si un lien sert de source à l'article, son insertion dans le texte est à faire par les notes de bas de page.
- La présentation des références doit suivre les conventions bibliographiques. Il est recommandé d'utiliser les modèles {{Ouvrage}}, {{Chapitre}}, {{Article}}, {{Lien web}} et/ou {{Bibliographie}}. Le mode d'édition visuel peut mettre en forme automatiquement les références.
- Insérer une infobox (cadre d'informations à droite) n'est pas obligatoire pour parachever la mise en page.

Pour une aide détaillée, merci de consulter Aide:Wikification.
Si vous pensez que ces points ont été résolus, vous pouvez retirer ce bandeau et améliorer la mise en forme d'un autre article.
Ivan Lysiak Rudnytsky (ukrainien : Іван Лисяк Рудницький, 27 octobre 1919 - 25 avril 1984) était un historien, spécialiste de la pensée sociopolitique ukrainienne, politologue et publiciste universitaire. Il a considérablement influencé la pensée historique et politique ukrainienne en écrivant plus de 200 essais, commentaires et critiques historiques, en étant également rédacteur en chef de plusieurs publications. Celui-ci est considéré comme l’un des historiens ukrainiens les plus influents du XXe siècle.   Il est parfois appelé Ivan Łysiak-Rudnytsky, mais le nom de famille qu'il utilisait était celui de sa mère Rudnytsky. 

## Vie privée
Ivan Rudnytsky est né à Vienne, en Autriche, où ses parents résidaient en tant que réfugiés politiques de Galice, qui avait été envahie par la Pologne à la suite de sa guerre victorieuse contre la République populaire d'Ukraine occidentale (1918-1919).  Son père Pavlo Lysiak (uk) était avocat et sa mère Milena Rudnytska professeur et politicienne. Tous deux étaient des militants politiques bien connus issus de familles bien intégrées dans la société. Durant sa jeunesse, Ivan est devenu un "gourmet intellectuel", grandissant dans un environnement familial extrêmement stimulant, composé notamment de sommités tel que Rudnytsky : Ivan Kedryn-Rudnytsky (uk) (éminent leader politique et publiciste de l'identité ukrainienne),  Myhailo Rudnytsky (littéraire, critique littéraire, traducteur),  Antin Rudnytsky (uk) (chef d'orchestre et compositeur)  et Volodymyr Rudnytsky (avocat et activiste social). Alors que celui-ci n'a que 2 ans, ses parents divorcent, le contraignant à vivre avec sa mère. Cependant, afin de soutenir ses activités intellectuelles, ses besoins matériels furent en grande partie satisfaits jusqu'en 1953 grâce à l'aide financière de son père et de sa mère. 

### Pensée intellectuelle
Rudnytsky a commencé sa carrière universitaire à l'Université de Lviv, dans la Pologne de l'entre-deux-guerres, où il a étudié le droit dans les années 1937-1939. Après l'annexion soviétique de la Galice, sa mère, pensant que ce n'était qu'une question de temps avant que le NKVD ne l'arrête, s'enfuit avec son fils à Cracovie, puis en 1940 à Berlin. C'est dans cette ville qu'il obtient en 1943 sa maîtrise en relations internationales de l'Université Friedrich Wilhelm. Craignant la découverte de leur héritage juif, il s'enfuit avec sa mère à Prague, en Tchécoslovaquie, et poursuit ses études à la Karl-Ferdinands-Universität, où il obtient son doctorat en histoire en 1945. Son directeur de thèse était le célèbre spécialiste des études slaves, Eduard Winter (de), qui a tenu la soutenance de doctorat de Rudnytsky dans une rue de Prague lors d'un raid aérien avant l'occupation soviétique.  
Animé par le désir de combattre l’influence des nationalistes ukrainiens, Rudnytsky devient dans les années 1940 un membre éminent de plusieurs organisations étudiantes.  Il était membre de la société étudiante ukrainienne "Mazepyneć", du groupe d'étudiants ukrainiens de Prague et de l'Organisation nationaliste des étudiants ukrainiens de la Grande Allemagne (avec Vasyl Rudko (uk) et Omeljan Pritsak). Il fut brièvement membre d'une organisation hetmanite conservatrice et monarchiste, mais en fut expulsé en 1940 par les dirigeants, celui-ci avoir rencontré une vieille connaissance de sa mère associée à la République populaire ukrainienne, une action qu'ils considéraient comme une trahison politique. 
Après la guerre, Rudnytsky fréquente l'Institut de hautes études de Genève, où il travaille sur son deuxième doctorat et où il rencontre et épouse en 1949 une quaker américaine, Joanne Benton. Rudnytsky étudia durant cette période intensément l'anglais et émigra en 1951 aux États-Unis. Ayant été informé qu'il serait difficile d'obtenir une bonne chaire sans diplôme américain, il reprit sa deuxième thèse de doctorat à Columbia. En 1953, son financement étant épuisé, il accepta un poste d'enseignant d'histoire à l'Université du Wisconsin à Madison, puis à l'Université La Salle de Philadelphie de 1956 à 1967. Il obtint son premier poste permanent en 1967 à l'Université américaine de Washington DC . De 1971 jusqu'à sa mort en 1984, il a été professeur à l'Université de l'Alberta, fondateur de l'Institut canadien d'études ukrainiennes (CIUS),  membre de la Société scientifique Shevchenko et de l'Académie libre des sciences d'Ukraine.

## Objets de travail
En raison de son intérêt précoce pour la philosophie transcendantale allemande des XIXe et XXe siècles, le principal intérêt académique de Rudnytsky est devenu l'étude de la connaissance historique. Conformément à la perspective évolutionniste de l’idéalisme, caractéristique de l’historicisme allemand, Rudnytsky a utilisé l’histoire pour comprendre le développement de la pensée sociopolitique, en particulier celle de l’Ukraine du milieu du XIXe siècle aux années 1930. 
L'objectif principal du travail de Rudnytsky traitait autour des sujets suivants : 
1. Le concept et le problème des nations « historiques » et « non historiques » ;
2. Les origines intellectuelles de l’Ukraine moderne et la structure de l’histoire ukrainienne du XIXe siècle ;
3. Le problème de l'intelligentsia et du développement intellectuel en Ukraine aux XIXe et XXe siècles ;
4. La Galice sous l'empire des Habsbourg et sa contribution à la lutte ukrainienne pour la création d'un État ;
5. La révolution ukrainienne de 1917-1921 et le Quatrième Universel dans le contexte historique de la pensée politique ukrainienne, ou autonomie contre indépendance ;
6. L'Ukraine dans le système soviétique ;
7. Nationalisme galicien ukrainien de l’entre-deux-guerres ;
8. Les Ukrainiens et leurs plus proches voisins, les Polonais et les Russes ;
9. 1848 en Galice : une évaluation des pamphlets politiques.

## Héritage
Selon l'historien spécialiste de l'Europe de l'Est Timothy Snyder, Rudnytsky s'est opposé de manière décisive à la supposition selon laquelle l'Ukraine devrait être une nation homogène, c'est-à-dire qu'elle devrait être exclusivement pour et autour des personnes parlant ukrainien et partageant la culture ukrainienne. Rudnytsky croyait, comme Mykhailo Hrushevsky, à la continuité sociale et historique du développement de l'Ukraine vers une nation démocratique indépendante,   et croyait également, comme Viatcheslav Lypynsky, que son destin était d'être pluraliste.  Le point de vue opposé en Ukraine a été défendu par Dmytro Dontsov, qui s’est inspiré du fascisme italien  et est devenu la voix conservatrice d’extrême droite du nationalisme ethnique ukrainien.  Selon Snyder, la réponse de Rudnytsky au nationalisme ethnique a emporté le débat, tant en Ukraine que parmi les expatriés ukrainiens d'Amérique du Nord, sur ce que devrait être la nation ukrainienne. En réfutant que la nation cherche sa légitimité dans des affirmations historiques douteuses ou dans des affirmations d'une culture homogène, Rudnytsky pensait qu'une nation est fondamentalement le résultat d'actes politiques d'engagement orientés vers un avenir commun, ce qui signifie qu'en principe, n'importe qui peut participer à celle-ci. 

## Travaux

### Livres
- Ivan L. Rudnytsky, Essays in Modern Ukrainian History, Cambridge, Massachusetts, Harvard University Press, 1988 (1re éd. 1987) (ISBN 9780916458195, lire en ligne)
- John Basarab et Ivan L. Rudnytsky, Pereiaslav 1654 : A Historiographical Study, Edmonton, Canadian Institute of Ukrainian Studies Press (CIUS) Press, University of Alberta, 1982 (ISBN 978-0920862162)

Livres en ukrainien
- (uk) Ivan L. Rudnytsky, Щоденники, Edmonton, Alberta, Canadian Institute of Ukrainian Studies (CIUS), University of Alberta,‎ 2019, 689 p. (ISBN 9789663787084, lire en ligne)
- (uk) Ivan L. Rudnytsky, Між історією й політикою : Статті до історії та критики української, Munich, Suchasnist,‎ 1973
- (uk) Ivan L. Rudnytsky, Історичні есе : два томи, Kyiv, Dukh i Litera Publishers,‎ 1994 (ISBN 5770764856)

#### Livres édités par Rudnytsky
- Rethinking Ukrainian History, Edmonton, Alberta, Canadian Institute of Ukrainian Studies (CIUS) Press (University of Alberta), 1981, 314 p. (ISBN 978-0920862124)
- Mykhaylo Drahomanov : a Symposium and Selected Writings, New York, The Ukrainian Academy Of Arts And Sciences, 1952

### Essais
- (en) Ivan L. Rudnytsky, Essays in Modern Ukrainian History, Edmonton, Alberta, Canadian Institute of Ukrainian Studies (CIUS), University of Alberta, 1987, 497 p. (ISBN 0-920862-47-0, lire en ligne)

| •Ukraine between East and West (lire en ligne) •The Role of Ukraine in Modern History (lire en ligne) •Observations on the Problem of "Historical" and "Non-historical" Nations (lire en ligne) •Polish-Ukrainian Relations : The Burden of History (lire en ligne) •Pereiaslav : History and Myth (lire en ligne) •Trends in Ukrainian Political Thought (lire en ligne) •The Intellectual Origins of Modern Ukraine (lire en ligne) •Hipolit Vladimir Terlecki (lire en ligne) •Michal Czajkowski's Cossack Project During the Crimean War : An Analysis of Ideas (lire en ligne) •Franciszek Duchinski and His Impact on Ukrainian Political Thought (lire en ligne) •Drahomanov as a Political Theorist (lire en ligne) •The First Ukrainian Political Program : Mykhailo Drahomanovʼs “Introduction” to Hromada (lire en ligne) | •Mykhailo Drahomanov and the Problem of Ukrainian-Jewish Relations (lire en ligne) •The Problem of Ukrainian-Jewish Relations in Nineteenth-Century Ukrainian Political Thought (lire en ligne) •The Ukrainians in Galicia under Austrian Rule (lire en ligne) •Carpatho-Ukraine : A People in Search of Their Identity (lire en ligne) •The Ukrainian National Movement on the Eve of the First World War (lire en ligne) •The Fourth Universal and Its Ideological Antecedents (lire en ligne) •Volodymyr Vynnychenko's Ideas in the Light of His Political Writings (lire en ligne) •Viacheslav Lypynsky : Statesman, Historian, and Political Thinker (lire en ligne) •Lypynsky's Political Ideas from the Perspective of Our Time (lire en ligne) •Soviet Ukraine in Historical Perspective (lire en ligne) •The Political Thought of Soviet Ukrainian Dissidents (lire en ligne) |  |

- Ivan L. Rudnytsky, « Various articles », dans Encyclopedia of Ukraine, Edmonton, Canadian Institute of Ukrainian Studies, 2014 (1re éd. 1984) (ISBN 9780802034168, OCLC 724265856, lire en ligne)
  - « Drahomanov, Mykhailo », dans Encyclopedia of Ukraine, vol. 1 (lire en ligne) (WP article : Mykhailo Drahomanov)
  - « Ukrainian Radical party », dans Encyclopedia of Ukraine, vol. 5, 1993 (lire en ligne) (WP article : Ukrainian Radical party))
  - « Conservatism », dans Encyclopedia of Ukraine, vol. 1, 1984 (lire en ligne)
  - « Nationalism », dans Encyclopedia of Ukraine, vol. 3, 1993 (lire en ligne)
  - « Feudalism », dans Encyclopedia of Ukraine, vol. 1, 1984 (lire en ligne)
  - « Transcarpathia », dans Encyclopedia of Ukraine, vol. 5, 1993 (lire en ligne) (WP article : Transcarpathia)
  - « Lypynsky, Viacheslav », dans Encyclopedia of Ukraine, 2009 (lire en ligne) (WP article : Vyacheslav Lypynsky)
  - « Masaryk, Tomáš Garrigue », dans Encyclopedia of Ukraine, vol. 3, 1993 (lire en ligne) (WP article : Tomáš Masaryk)
  - « Poles in Ukraine », dans Encyclopedia of Ukraine, vol. 3, 1993 (lire en ligne)
  - « Terletsky, Ipolit Volodymyr », dans Encyclopedia of Ukraine, vol. 5, 1993 (lire en ligne) (WP article : Hipolit Volodymyr Terletsky)